# تكافل صناعي

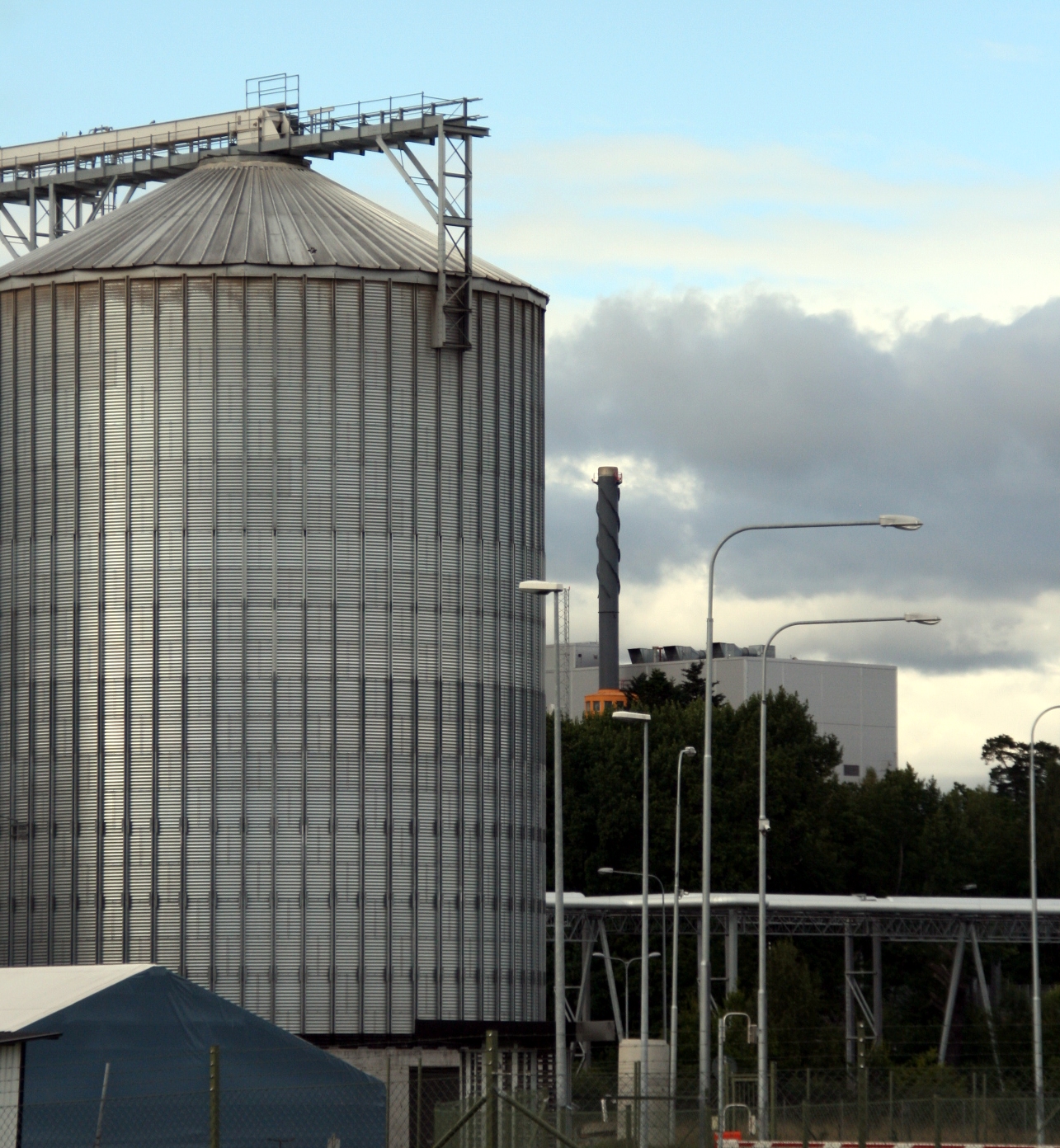
مثال على التكافل الصناعي: يتم نقل بخار النفايات من محرقة النفايات (يمين) إلى مصنع للإيثانول (يسار) حيث يتم استخدامه كمدخلات لعملية الإنتاج الخاصة بهم.

التكافل الصناعي  مجموعة فرعية من علم البيئة الصناعية. وهو يصف كيف يمكن لشبكة من المنظمات المتنوعة أن تعزز الابتكار البيئي وتغيير الثقافة على المدى الطويل، وإنشاء وتبادل معاملات مربحة للطرفين - وتحسين العمليات التجارية والتقنية. 
على الرغم من أن القرب الجغرافي يرتبط غالبًا بالتكافل الصناعي، إلا أنه ليس ضروريًا ولا كافيًا - ولا هو تركيز فردي على تبادل الموارد المادية. التخطيط الاستراتيجي مطلوب لتحسين أوجه التآزر في الموقع المشترك. في الممارسة العملية، يؤدي استخدام التكافل الصناعي كنهج للعمليات التجارية كاستخدام الموارد واستعادتها وإعادة تدويرها لإعادة الاستخدام، إلى بقاء الموارد في الاستخدام الإنتاجي في الاقتصاد لفترة أطول. وهذا بدوره يخلق فرصًا تجارية أكبر، ويقلل الطلب على موارد الأرض، ويوفر نقطة انطلاق نحو إنشاء اقتصاد دائري. التكافل الصناعي يركز بشكل خاص على تبادل المواد والطاقة. تعتبر البيئة الصناعية مجالًا جديدًا نسبيًا يستند إلى نموذج طبيعي.